# Prêmio Multishow de Música Brasileira para Funk do Ano
Prêmio Multishow de Música Brasileira para Funk do Ano é um prêmio dado anualmente no Prêmio Multishow de Música Brasileira, uma cerimônia que foi estabelecida em 1994 e originalmente chamada de Prêmio TVZ. A Categoria Funk do Ano foi criada em 2023 como parte de uma reformulação nas normas da Academia do Prêmio Multishow. Anteriormente, o prêmio de Música do Ano englobava diversos ritmos musicais em uma única categoria. No entanto, a partir de 2023, essa categoria foi ramificada, dando origem a 11 novas categorias, cada uma dedicada a um estilo musical específico, incluindo o funk.
Essa mudança visou reconhecer a diversidade de gêneros presentes na música brasileira e dar maior espaço a estilos populares, como o funk, que tem uma presença significativa no cenário musical do país. A Categoria Funk do Ano destaca as músicas de maior impacto dentro do gênero, premiando artistas que contribuem para a evolução e popularidade do funk no Brasil.

## Vencedores e indicados
| Ano  | Vencedor(a)                                     | Indicados | Ref.  |
| ---- | ----------------------------------------------- | --- | ----- |
| 2023 | "Tá OK" – Dennis e Kevin o Chris                | - "Faz um Vuk Vuk (Teto Espelhado)" – Kevin o Chris - "Funk Rave" – Anitta - "Namora Aí" – MC Ryan SP, MC Daniel e Kotim - "Novidade na Área" – MC Livinho e DJ Matt D - "Vai Novinha Ah, Ah, Ah" – DJ Dyamante | [ 8 ] |
| 2024 | "Joga pra Lua" – Anitta, Dennis e Pedro Sampaio | - "MTG Quem Não Quer Sou Eu" – DJ Topo, MC Leozin, Seu Jorge e MC G15 - "Recadin No Espelho" – Kevin o Chris e Luísa Sonza - "Rolé na Favela de Nave" – Oruam, Didi, DJ LC da Roça, MC K9, MC Smith e Mainstreet - "Te Maceto Depois do Baile" – DJ Zigão, DJ Lafon do Md, MC Rodrigo do CN e MC Rf - "The Box Medley Funk 2" – The Box, MC Brinquedo, MC Cebezinho, Mc Laranjinha, MC Tuto e DJ Oreia | [ 9 ] |